# Фелицитас Хопе
Фелицитас Хопе (на немски: Felicitas Hoppe) е германска писателка, автор на романи, разкази и книги за деца.

## Биография
Фелицитас Хопе е родена на 22 декември 1960 г. в Хамелн, Долна Саксония. През 1980 г. завършва гимназия в родния си град и следва литературознание, реторика, религиознание, романистика и русистика в университетите на Хилдесхайм, Тюбинген, Орегон, Берлин и Рим.
Наред с това работи в различни езикови школи и в Гьоте Институт като преподавател по немски като чужд език, а също като журналист за разни литературни издания.
След 1990 г. получава многобройни стипендии, а от 1996 г. живее като писателка на свободна практика в Берлин.
През 1997 г. Хопе предприема с товарен кораб пътешествие около света от Хамбург до Хамбург и оттогава чете, пише и изнася лекции в Германия и чужбина, в Европа и отвъд океана, пътувайки.
Наред с литературата, главният ѝ интерес е насочен към музиката и историята. Често работи заедно с художници и при случай пише за вестници, списания и радиото, както и литературни материали за учебници по математика. Автор е на книги за деца, преведени на много езици.
Хопе става доцент по поетика и гост-професор във Висбаден, Майнц, Аугсбург и Гьотинген, а също в Дартмутския колеж, Ню Хампшир и в Джорджтаунския университет, Вашингтон.
През 2012 г. Хопе е поканена за гост-професор по интеркултурална поетика в Хамбургския университет и е удостоена от Немската академия за език и литература в Дармщат с престижната литературна награда „Георг Бюхнер“.
Фелицитас Хопе е член на Немската академия за език и литература и немския ПЕН клуб.

## Награди и почести
Награди
- 1995: Foglio-Preis für Junge Literatur
- 1996: „Литературна награда „Аспекте““
- 1996: „Награда Ернст Вилнер“ към „Награда Ингеборг Бахман“
- 1997: „Рауризка литературна награда“
- 1998: Niedersächsischer Förderpreis für Literatur
- 2004: „Награда Хаймито фон Додерер“
- 2004: „Шпихер: литературна награда Лойк“
- 2004: „Награда Николас Борн“ на провинция Долна Саксония
- 2005: „Награда Братя Грим“ на град Ханау (zusammen mit Andreas Reimann)
- 2007: „Бременска литературна награда“
- 2007: „Награда Розвита“
- 2010: Rattenfänger-Literaturpreis der Stadt Hameln
- 2012: „Награда Георг Бюхнер“
- 2015: Werner-Bergengruen-Preis
- 2015: „Награда Ерих Кестнер“[3]
- 2016: Ehrendoktorat der Leuphana Universität Lüneburg

Стипендии
- 1990: Stiftung Künstlerdorf Schöppingen
- 1991: Arbeitsstipendium des Berliner Senats
- 1993: Künstlerhaus Schloss Wiepersdorf
- 1994: Alfred-Döblin-Stipendium
- 1996: Esslinger Bahnwärter
- 1997: Hermann-Lenz-Stipendium
- 1998/1999: Stipendium der Stiftung Laurenz Haus in Basel
- 2000: Literaturexpress
- 2002: Stipendium des Heinrich-Heine-Hauses der Stadt Lüneburg
- 2002/2003: Stipendium des Deutschen Literaturfonds, Kulturhotel Laudinella Sankt Moritz
- 2004: Kunstraum Syltquelle auf Sylt
- 2010: Comburg-Literaturstipendium Schwäbisch Hall
- 2011: Stipendium des Deutschen Literaturfonds
- 2012: Stipendium in der Villa Aurora, Los Angeles

Доцентури
- 2005: Poetikdozentur an der Fachhochschule Wiesbaden
- 2006: Max Kade Distinguished Visiting Professor/Dartmouth College, Hanover, New Hampshire
- 2007: Writer in Residence an der Universität Innsbruck
- 2007: Writer in Residence Deutsches Haus New York
- 2008: Bertolt-Brecht-Gastprofessur der Universität Augsburg
- 2008: Writer in Residence Georgetown University Washington D.C.
- 2009: Poetikdozentur an der Georg-August-Universität Göttingen
- 2010: Writer in Residence Georgetown University Washington D.C.
- 2012: Gastprofessur für interkulturelle Poetik an der Universität Hamburg
- 2013: Poetikdozentur an der Technische Universität Dortmund|Technischen Universität Dortmund
- 2014: Gastdozentur an der Fudan-Universität Shanghai
- 2016: Heidelberger Poetikdozentur und Kölner Poetikdozentur (Translit)